# تشارلز ريتشي
تشارلز ريتشي هو كاتب يوميات ودبلوماسي كندي، ولد في 23 سبتمبر 1906 في هاليفاكس في كندا، وتوفي في 7 يونيو 1995 في أوتاوا في كندا.